# A moszkóvium izotópjai
A moszkóviumnak (Mc) nincs stabil izotópja, így standard atomtömege nem adható meg.

## Táblázat
| Az izotóp jele | Z(p)                | N(n)                | Az izotóp tömege (u) | felezési idő   | magspin | jellemző izotóp- összetétel (móltört) | természetes ingadozás (móltört) |
| Az izotóp jele | gerjesztési energia | gerjesztési energia | gerjesztési energia  | felezési idő   | magspin | jellemző izotóp- összetétel (móltört) | természetes ingadozás (móltört) |
| -------------- | ------------------- | ------------------- | -------------------- | -------------- | ------- | ------------------------------------- | ------------------------------- |
| 287Mc          | 115                 | 172                 | 287,19119(85)#       | 32(+155−14) ms |         |                                       |                                 |
| 288Mc          | 115                 | 173                 | 288,19249(92)#       | 87(+105−30) ms |         |                                       |                                 |
| 289Mc          | 115                 | 174                 | 289,19272(110)#      | 10# s          |         |                                       |                                 |
| 290Mc          | 115                 | 175                 | 290,19414(106)#      | 10# s          |         |                                       |                                 |
| 291Mc          | 115                 | 176                 | 291,19438(95)#       | 1# perc        |         |                                       |                                 |

## Fordítás
Ez a szócikk részben vagy egészben az Isotopes of moscovium című angol Wikipédia-szócikk ezen változatának fordításán alapul.  Az eredeti cikk szerkesztőit annak laptörténete sorolja fel. Ez a jelzés csupán a megfogalmazás eredetét és a szerzői jogokat jelzi, nem szolgál a cikkben szereplő információk forrásmegjelöléseként.